# این مرد از همان موقع بوی مرگ می‌داد
این مرد از همان موقع بوی مرگ می‌داد یکی از رمان‌های نویسنده و منتقد ادبی محمد حنیف است که نامزد جوایزی از جمله جایزه ادبی شهید جبیب غنی پور شده‌است.
داستان رمان از لحظه ازدواج دختر بزرگ سرهنگ شیروانی، «سیما» با گماشته‌اش «عبدالله» که عبدو می‌خوانندش شروع می‌شود. ازدواجی که به طرد سیما از خانواده و آغاز زندگی مشترکش با عبدو رفیعی در جنوب آغاز و در ادامه پس از تولد «کیومرث» که حسون می‌خوانندش ماجراها و شخصیت‌های متعدد و جذاب وارد داستان می‌شود. رمان «این مرد از همان موقع بوی مرگ می‌داد» از قبل از انقلاب سال ۱۳۵۷ شروع می‌شود و تا سه دهه بعد از آن ادامه می‌یابد. این رمان توجه خواننده را به دنیاهای موازی می‌کشاند، دنیای قدیم و جدید شخصیت‌های داستان و دنیای واقعی و جادویی مردم ایران.
فضای روایت رمان «این مرد از همان موقع بوی مرگ می‌داد» از قبل از انقلاب سال ۱۳۵۷ شروع می‌شود و تا سه دهه بعد از آن ادامه می‌یابد. این رمان توجه خواننده را به دنیاهای موازی می‌کشاند، دنیای قدیم و جدید شخصیت‌های داستان و دنیای واقعی و جادویی مردم ایران.
عکس جلد کتاب عکس یک فرد مرده‌است و در گوشه جلد یک ربان مشکی آمده‌است، و در آن می‌توان ویژگی‌های یک رمان پسامدرن و نظریه‌هایی چون نظریه مرگ مؤلف یا نویسنده را یافت.

## بخش‌هایی از کتاب
سطرهایی از رمان این مرد از همان موقع بوی مرگ می‌داد:

«صبح خیلی زودی یادش آمد که راهرو خلوت خوابگاه را سلانه‌سلانه طی می‌کرد تا به حمام برسد. حوله روی دوشش بود و ظرف خمره‌ای شامپو دستش. از لای در نیمه باز آخرین اتاق راهرو، صدای محزون خواننده‌ای را شنیده بود و با سوز صدا پا سست کرده بود: نمی‌شه غصه مارو/ یه لحظه تنها بذاره/ نمی‌شه این قافله/ ما رو تو خواب جا بذاره/ ما رو تو خواب جا بذاره…
با اینکه بعد از رفتن حَلما چیزی جز مطالعه برایش اهمیتی نداشت، با شنیدن آن صدای سوزناک چنان از خود بی‌خود شده بود که زیر دوش بارها آن شعر را زمزمه کرد.

اکنون که غصه پیدا نکردن حلما عذابش می‌داد، بیشتر به آن شعر و آن صدای مخملی، و آن موسیقی غمناک و آن حنجره زخم‌خورده، احساس نیاز می‌کرد. قدم‌هایش به انتهای راهرو کشاندندش. جلو همان اتاق. در زد. جوابی نشنید. دوباره در زد. باز هم صدایی از اتاق به گوشش نرسید. دستگیره را چرخاند. در قفل بود. پشت در اتاق وا رفت و کوشید بار دیگر آن ترانه را با خود زمزمه کند: دلم از اون دلای/ قدیمیه از اون دلا/ که می‌خواد عاشق که شد/ پا روی دنیا بذاره… .»

## نقد و نظر در مورد کتاب
سیروس امیری منتقد ادبی در مورد این کتاب می‌گوید: «اثر محمد حنیف ظاهراً حادثه‌ای عجیب اما کمتر روایت‌شده از تاریخ معاصر ایران را بازگو می‌کند، اما این حادثه تنها آغاز کار است و نویسنده بخش بزرگی از تاریخ معاصر ایران را در قالب داستانی تخیلی به تصویر می‌کشد.» امیری این تاریخ را تاریخی شخصی‌شده می‌نامد که از ورای زندگی شخصیت‌های داستان روایت می‌شوند. براین اساسی امیری باور دارد استفاده زیاد از عناصر اتوبیو گرافیک این اثر را به خودنگاری از محمد حنیف تبدیل کرده‌است.